# Dry (Loiret)
Dry je francouzská obec v departementu Loiret v regionu Centre-Val de Loire. V roce 2012 zde žilo 1 406 obyvatel.

## Sousední obce
Baule, Cléry-Saint-André, Jouy-le-Potier, Lailly-en-Val, Mareau-aux-Prés, Meung-sur-Loire

## Vývoj počtu obyvatel
Počet obyvatel